# Téléphérique Bușteni-Babele
Le téléphérique Bușteni-Babele est un téléphérique reliant la ville de Bușteni aux Babele, monument naturel rocheux des monts Bucegi situé à 2 290 mètres d'altitude.